# Hedychium philippinense
Hedychium philippinense är en enhjärtbladig växtart som beskrevs av Karl Moritz Schumann. Hedychium philippinense ingår i släktet Hedychium och familjen Zingiberaceae. Inga underarter finns listade i Catalogue of Life.